# Liste der Biografien/Leib
Liste der Biografien |
Portal Biografien |
Personensuche
# |
A |
B |
C |
D |
E |
F |
G |
H |
I |
J |
K |
L |
M |
N |
O |
P |
Q |
R |
S |
T |
U |
V |
W |
X |
Y |
Z |
?
 
La |
Lb |
Lc |
Le |
Lg |
Lh |
Li |
Lj |
Ll |
Lm |
Lo |
Lp |
Lt |
Lu |
Lv |
Lw |
Lx |
Ly |
Lz
 
Lea |
Leb |
Lec |
Led |
Lee |
Lef |
Leg |
Leh |
Lei |
Lej |
Lek |
Lel |
Lem |
Len |
Leo |
Lep |
Leq |
Ler |
Les |
Let |
Leu |
Lev |
Lew |
Lex |
Ley |
Lez
 
Leia |
Leib |
Leic |
Leid |
Leie |
Leif |
Leig |
Leih |
Leij |
Leik |
Leil |
Leim |
Lein |
Leip |
Leir |
Leis |
Leit |
Leiu |
Leiv |
Leiw |
Leix |
Leiz
Die Liste der Biografien führt alle Personen auf, die in der deutschsprachigen Wikipedia einen Artikel haben. Dieses ist eine Teilliste mit 143 Einträgen von Personen, deren Namen mit den Buchstaben „Leib“ beginnt.

## Leib
- Leib, Adolf (* 1900), deutscher Ganove und Vorsitzender des „Ringverein“ Immertreu
- Leib, Günther (1927–2024), deutscher Opernsänger (Bariton)
- Leib, Heinz (1927–2016), deutscher Fußballspieler und -trainer
- Leib, Johannes (1591–1666), deutscher Arzt, Jurist, Theologe, Dichter und Liederdichter
- Leib, Kilian (1471–1553), Prior und Humanist
- Leib, Mani (1883–1953), jiddischer Dichter
- Leib, Michael (1760–1822), US-amerikanischer Politiker (Demokratisch-Republikanische Partei)
- Leib, Owen D. († 1848), US-amerikanischer Politiker

### Leiba
- Leibacher, Friedrich (1944–2001), Schweizer Attentäter
- Leibak, Kaire (* 1988), estnische Leichtathletin

### Leibb
- Leibbrand, Anna (1902–1972), deutsche Schriftstellerin und linke politische Aktivistin
- Leibbrand, Gertrud (1911–2002), deutsche Politikerin (KPD), MdB
- Leibbrand, Karl von (1839–1898), deutscher Bauingenieur, württembergischer Baubeamter
- Leibbrand, Kurt (1914–1985), deutscher Bauingenieur und Verkehrsplaner
- Leibbrand, Max (1882–1946), deutscher Eisenbahnmanager
- Leibbrand, Richard von (1851–1929), deutscher Bauingenieur und württembergischer Baubeamter
- Leibbrand, Robert (1901–1963), deutscher Politiker (KPD), MdL
- Leibbrand, Werner (1896–1974), deutscher Psychiater und Medizinhistoriker
- Leibbrand-Wettley, Annemarie (1913–1996), deutsche Medizinhistorikerin
- Leibbrandt, Friedrich (1894–1960), deutscher Chemiker, Manager und Politiker (SPD), MdL
- Leibbrandt, Georg (1899–1982), deutscher Ministerialdirektor im Reichsministerium für die besetzten Ostgebiete während der Zeit des NationalsozialismusGeorg Leibbrandt (1899–1982)

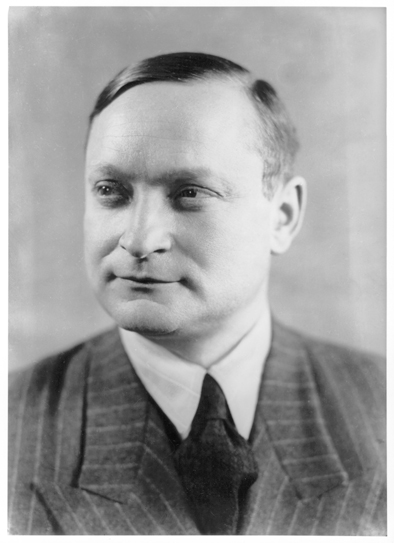
Georg Leibbrandt (1899–1982)

- Leibbrandt, Robey (1913–1966), burischer Schwergewichtsboxer und südafrikanischer nationalsozialistischer Politiker

### Leibe
- Leibe, Beate (* 1954), deutsche Komponistin und Kirchenmusikerin
- Leibe, Lukas (* 1992), deutscher Schauspieler
- Leibe, Otto (1913–2002), deutscher Bildhauer
- Leibe, Wolfram (* 1960), deutscher Kommunalpolitiker der SPD und Oberbürgermeister von Trier
- Leibel, Lorne (* 1951), kanadischer Segelsportler
- Leibelt, Hans (1885–1974), deutscher Schauspieler
- Leibelt, Moritz (* 2000), deutscher Fußballspieler
- Leibenath, Thorsten (* 1975), deutscher Basketballtrainer
- Leibenfrost, Albert (1923–2005), österreichischer Politiker der ÖVP und Wirtschaftsfachmann
- Leibenguth, Albert, deutscher Poolbillardspieler
- Leibenguth, Erich (1917–2005), deutscher Fußballspieler
- Leibenson, Leonid Samuilowitsch (1879–1951), russisch-sowjetischer Mathematiker, Physiker und Hochschullehrer
- Leibenstein, Harvey (1922–1994), US-amerikanischer Ökonom
- Leiber, Adolf (1808–1885), badischer Beamter
- Leiber, Bernard (1943–2023), deutscher Schachspieler
- Leiber, Bernfried (1919–2003), deutscher Kinderarzt sowie Hochschullehrer
- Leiber, Christian, deutscher Archäologe
- Leiber, Fridolin (1843–1912), deutscher Maler
- Leiber, Fritz (1910–1992), US-amerikanischer Schauspieler und AutorFritz Leiber (1910–1992)

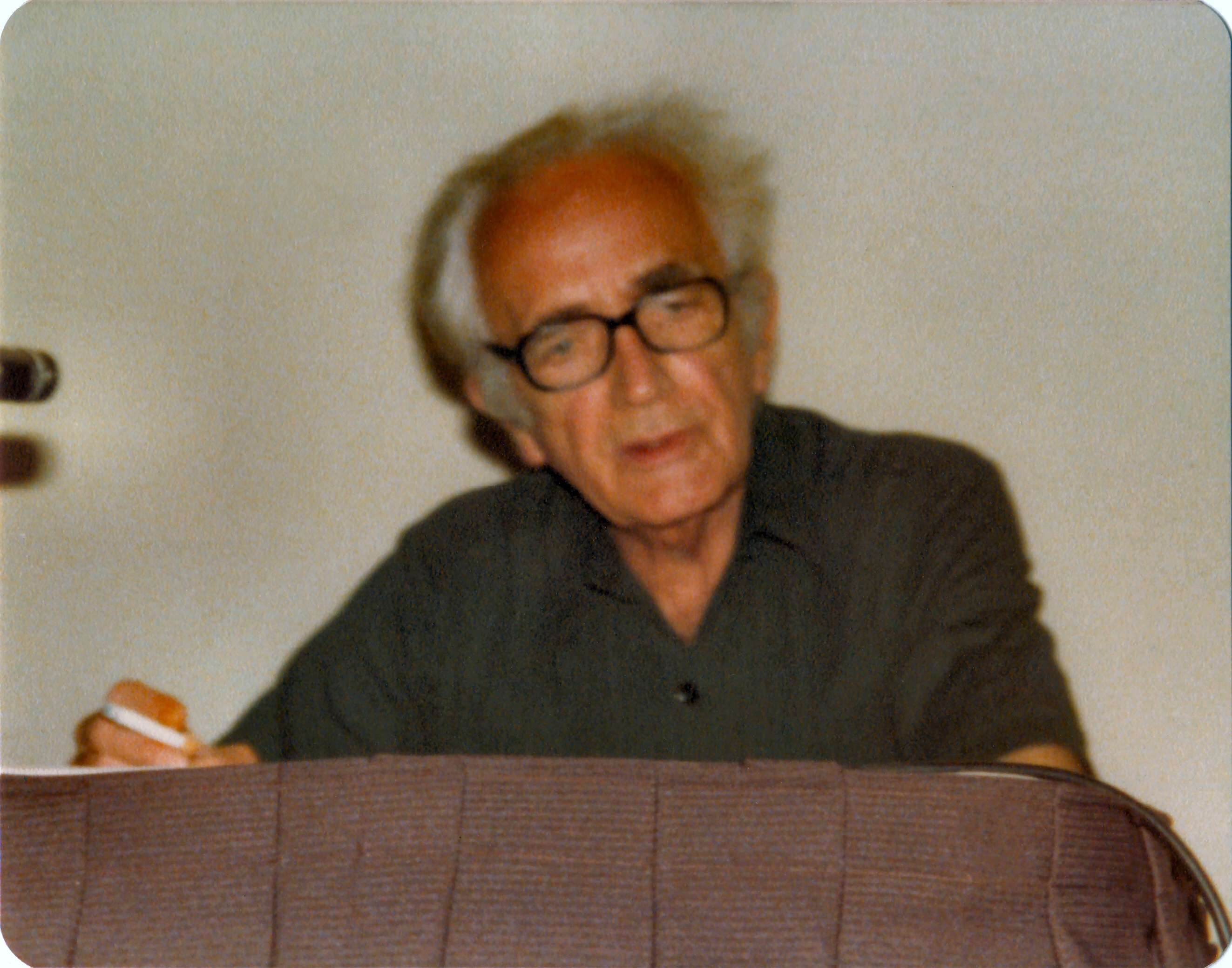
Fritz Leiber (1910–1992)

- Leiber, Fritz senior (1882–1949), US-amerikanischer Bühnen- und Filmschauspieler
- Leiber, Gottfried (1929–2021), deutscher Architekt, Stadtplaner und kommunaler Baubeamter
- Leiber, Jerry (1933–2011), US-amerikanischer Musikproduzent und Songwriter
- Leiber, Judith (1921–2018), ungarisch-amerikanische Modeschöpferin
- Leiber, Justin (1938–2016), US-amerikanischer Hochschullehrer und Schriftsteller
- Leiber, Lila L. (* 1955), deutsche Grafikerin und Illustratorin
- Leiber, Lukas (1896–1974), deutscher Forstbeamter
- Leiber, Otto (1878–1958), deutscher Maler, Grafiker und Bildhauer
- Leiber, Robert (1887–1967), deutscher Jesuit, Professor an der Gregoriana, Privatsekretär von Papst Pius XII.
- Leiber, Rudolf (1896–1988), deutscher Polizeibeamter und Jurist
- Leiber, Svenja (* 1975), deutsche Schriftstellerin
- Leiberg, Alma (* 1980), deutsche Filmschauspielerin
- Leiberg, Felix (* 1978), deutscher Kameramann
- Leiberg, Helge (* 1954), deutscher Maler
- Leiberich, Otto (1927–2015), deutscher Kryptologe
- Leibersdorf, Johann Sigmund Zeller von und zu (1653–1729), deutscher Geistlicher
- Leibes, Franz Xaver von (1753–1828), deutscher römisch-katholischer Geistlicher und Hochschullehrer
- Leibetseder, Hedwig (1900–1989), österreichische Widerstandskämpferin gegen den Nationalsozialismus
- Leibetseder, Maria (1901–1978), österreichische Politikerin (SPÖ), Mitglied des Bundesrates

### Leibf
- Leibfarth, Evy (* 2004), US-amerikanische Kanutin
- Leibfried, Christoph (1566–1635), badischer Landschreiber in Rötteln und Komponist
- Leibfried, Erwin (1942–2019), deutscher Literaturwissenschaftler
- Leibfried, Eugen (1897–1978), deutscher Politiker (DVP, CDU), MdL, MdB, baden-württembergischer Landwirtschaftsminister
- Leibfried, Günther (1915–1977), deutscher Physiker
- Leibfried, Peter (1947–2014), deutscher Kommunalpolitiker (SPD)
- Leibfried, Stephan (1944–2018), deutscher Sozialwissenschaftler und Hochschullehrer an der Universität Bremen
- Leibfritz, Dieter (* 1944), deutscher Chemiker

### Leibh
- Leibholz, Gerhard (1901–1982), deutscher Jurist, Richter des Bundesverfassungsgerichts
- Leibholz, Sabine (1906–1999), deutsche Autorin und die Zwillingsschwester Dietrich Bonhoeffers
- Leibholz, Siegfried (1925–2005), deutscher Leiter der Bezirksverwaltung Potsdam der DDR-Staatssicherheit

### Leibi
- Leibig, Timo (* 1985), deutscher Schriftsteller
- Leibiger, Joachim (* 1953), deutscher Ökonom, Thüringer Landesbeauftragter für Menschen mit Behinderungen
- Leibiger, Jürgen (* 1952), deutscher Wirtschaftswissenschaftler
- Leibing, Christian (1905–1997), deutscher Landwirt und Politiker (CDU), MdL, MdB
- Leibing, Eberhard (* 1940), deutscher politischer Beamter
- Leibing, Franz (1836–1875), deutscher Philologe, Schriftsteller und Publizist
- Leibing, Peter (1941–2008), deutscher Fotograf
- Leibinger, Berthold (1930–2018), deutscher Industrieller (Trumpf), Hochschullehrer und MäzenBerthold Leibinger (1930–2018)

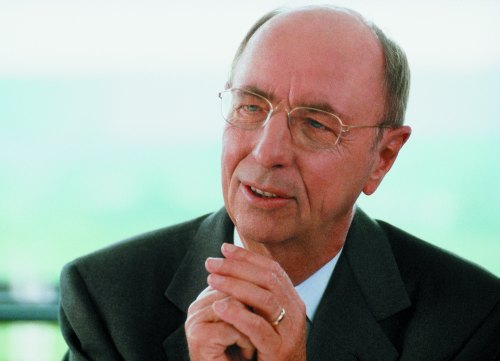
Berthold Leibinger (1930–2018)

- Leibinger, Franz (* 1976), deutscher Sänger und Tennistrainer
- Leibinger, Heinz (* 1941), deutscher Sportschütze
- Leibinger, Johann (1903–1993), deutscher Politiker (CDU), MdL
- Leibinger, Peter (* 1967), deutscher Manager
- Leibinger, Regine (* 1963), deutsche Architektin
- Leibinger, Richard (* 1949), deutscher Politiker (SPD) und Oberbürgermeister
- Leibinger-Kammüller, Nicola (* 1959), deutsche Unternehmerin, Vorsitzende der Geschäftsführung der Trumpf GmbH + Co. KGNicola Leibinger-Kammüller (* 1959)

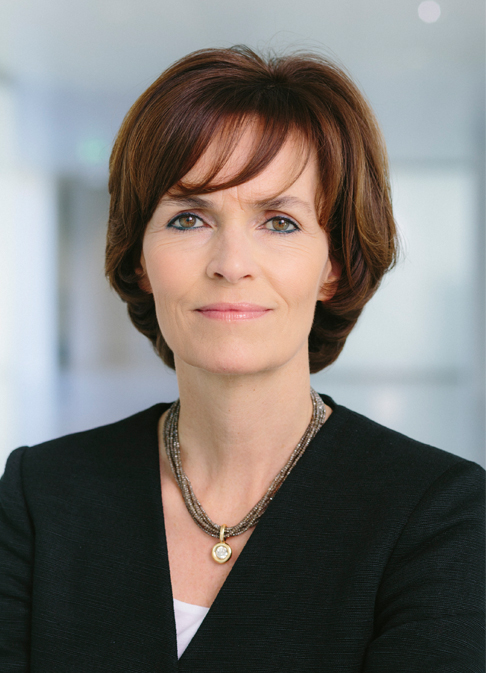
Nicola Leibinger-Kammüller (* 1959)

### Leibk
- Leibkind, Alexander (1952–2006), deutscher Judoka, Footballspieler, Sportmanager und Geschäftsmann
- Leibküchler, Paul (1873–1947), deutscher Bildhauer und Medailleur

### Leibl
- Leibl, Carl (1784–1870), deutscher Musiker und Dirigent
- Leibl, Dominik (1869–1947), sudetendeutscher Gewerkschafter und Politiker
- Leibl, Ernst (1895–1982), tschechoslowakisch-deutscher Germanist
- Leibl, Franz (* 1957), deutscher Naturschützer und Ornithologe
- Leibl, Wilhelm (1844–1900), deutscher Maler
- Leible, Otto (1927–2004), deutscher Politiker (CDU), Landrat Lörrach
- Leible, Stefan (* 1963), deutscher Rechtswissenschaftler und Hochschullehrer
- Leiblein, Alban (1787–1857), badischer Beamter
- Leiblein, Jürgen (* 1949), deutscher Politiker (CDU), MdL Mecklenburg-Vorpommern
- Leiblein, Valentin (1799–1869), deutscher Botaniker, Forscher und Hochschullehrer
- Leiblein, Viktor († 1871), deutscher Verwaltungsbeamter
- Leibler, Richard (1914–2003), US-amerikanischer Kryptologe und Mathematiker
- Leibler, Stanislas (* 1957), polnischer Physiker und Systembiologe

### Leibm
- Leibman, Ron (1937–2019), US-amerikanischer Schauspieler
- Leibmann, Waldemar (1923–2004), deutscher Verwaltungsjurist und Ministerialbeamter

### Leibn
- Leibner, Alfred (1922–1997), deutscher Militärstaatsanwalt
- Leibner, Gerardo (* 1965), uruguayischer Historiker
- Leibnitz, Carl (1773–1851), deutscher Tenorbuffo, Chargenspieler und Chorleiter
- Leibnitz, Christine (1783–1839), deutsche Theaterschauspielerin und Sängerin
- Leibnitz, Eberhard (1910–1986), deutscher Chemiker und Hochschullehrer
- Leibnitz, Emilie (1817–1894), deutsche Pianistin
- Leibnitz, Heinrich (1811–1889), württembergischer Maler und Zeichner sowie Universitätszeichenlehrer und Professor für Kunstgeschichte
- Leibnitz, Robert (1863–1929), deutscher Architekt
- Leibnitz, Ruth (1928–2011), deutsche Bildhauerin und Grafikerin
- Leibnitz, Wolfgang (* 1936), deutscher Pianist
- Leibniz, Gottfried Wilhelm (1646–1716), deutscher Philosoph, Mathematiker, Jurist, Historiker und politischer Berater der frühen AufklärungGottfried Wilhelm Leibniz (1646–1716)

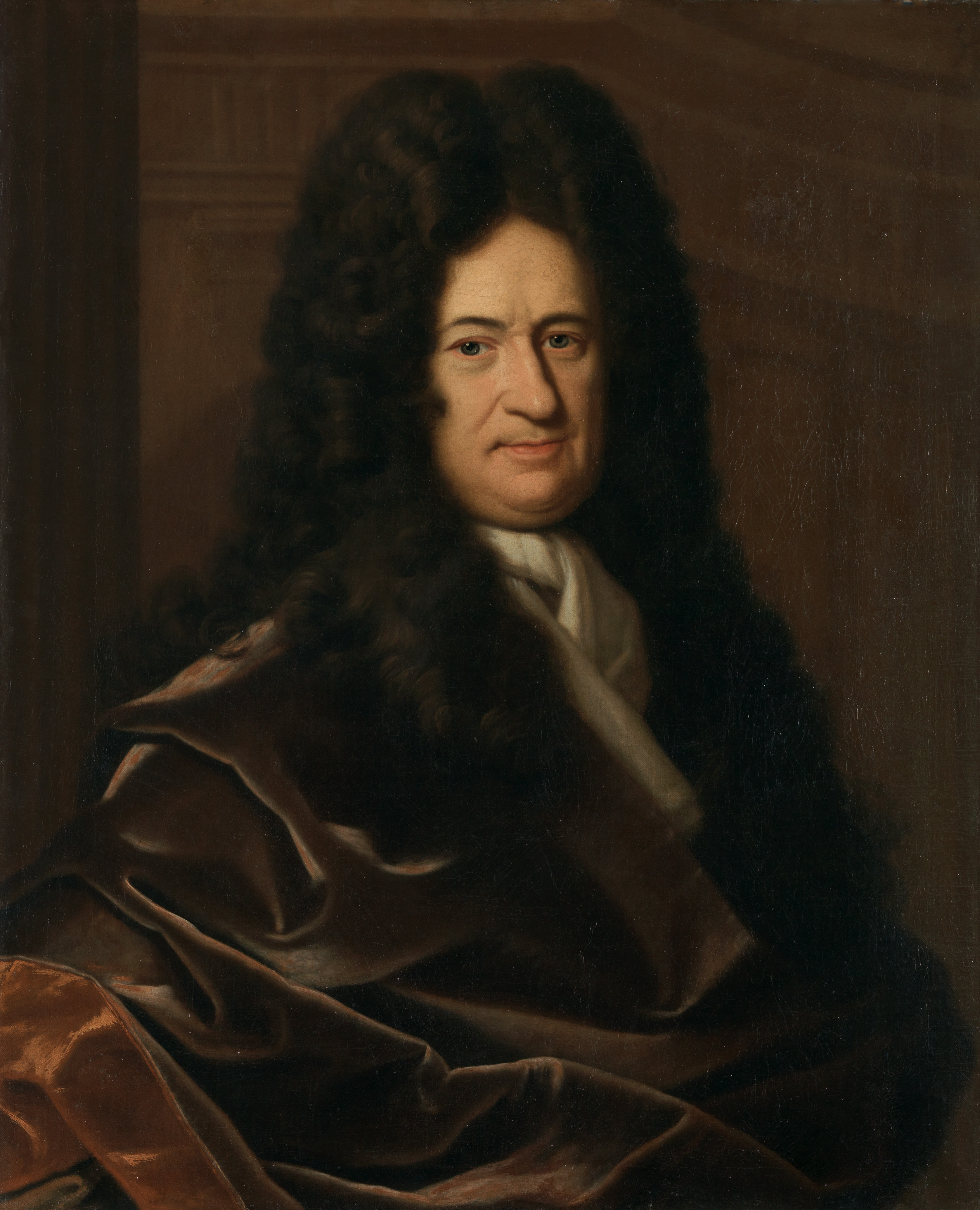
Gottfried Wilhelm Leibniz (1646–1716)

- Leibnütz, Friedrich (1597–1652), deutscher Jurist und Hochschullehrer für Moralphilosophie

### Leibo
- Leibold, Gerhard (1945–2024), deutscher römisch-katholischer Theologe
- Leibold, Giona (* 2000), deutsch-US-amerikanischer Fußballspieler
- Leibold, Hermann (1888–1957), deutscher Fußballspieler
- Leibold, Paul Francis (1914–1972), US-amerikanischer Geistlicher, römisch-katholischer Erzbischof von Cincinnati
- Leibold, Reinhard (* 1947), deutscher Langstreckenläufer
- Leibold, Tim (* 1993), deutscher Fußballspieler
- Leiboldt, Andreas (1561–1614), böhmischer Stadtrichter, kaiserlicher Zolleinnehmer und Chronist von Lichtenstadt
- Leiboldt, Lorenz († 1597), böhmischer Bürgermeister, Ratsherr und Chronist von Lichtenstadt
- Leiboldt, Lorenz junior (* 1597), Stadtrichter, Bürgermeister und herrschaftlicher czerninischer Amtsverwalter von Neudek
- Leibovitz, Annie (* 1949), US-amerikanische Fotografin
- Leibowitsch, Salomon (* 1885), russischer Emigrant und NS-Opfer
- Leibowitz, Jeschajahu (1903–1994), israelischer Religionsphilosoph und Biochemiker
- Leibowitz, Nechama (1905–1997), israelische Bibelwissenschaftlerin
- Leibowitz, René (1913–1972), französischer Komponist, Dirigent, Schriftsteller und Musikpädagoge

### Leibr
- Leibrecht, Harald (* 1961), deutscher Politiker (FDP), MdBHarald Leibrecht (* 1961)

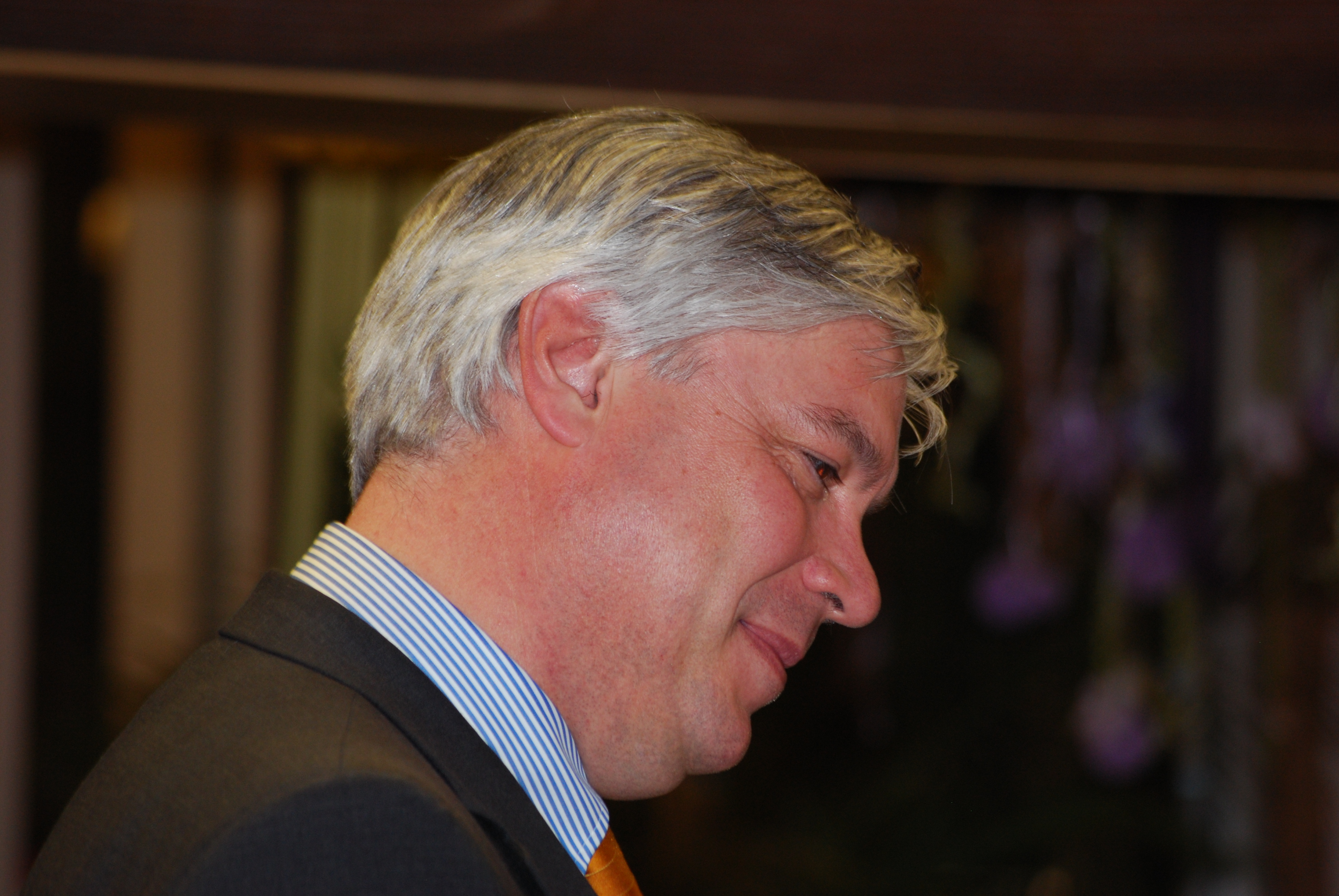
Harald Leibrecht (* 1961)

- Leibrecht, John Joseph (* 1930), US-amerikanischer Geistlicher, emeritierter Bischof von Springfield-Cape Girardeau
- Leibrecht, Otto (1895–1973), deutscher Rechtsanwalt und politischer Aktivist
- Leibrecht, Walter (1927–2007), deutscher protestantischer Theologe
- Leibrock, August (1782–1853), deutscher Schriftsteller, Lehrer, Verleger und Buch- und Musikalienhändler
- Leibrock, Friedrich Otto (1893–1970), deutscher Wirtschaftswissenschaftler und Politiker (CDU), MdA Berlin
- Leibrook, Min (1903–1943), US-amerikanischer Jazzmusiker

### Leibs
- Leibson, Santiago (* 1988), argentinischer Jazzmusiker (Piano)
- Leibssle-Balogh, Barbara (* 1985), ungarische Handballspielerin

### Leibu
- Leibundgut, Annalis (1932–2014), Schweizer Klassische Archäologin
- Leibundgut, Bruno (* 1960), Schweizer Astronom
- Leibundgut, Hans (1909–1993), Schweizer Forstwissenschaftler
- Leibundgut, Hansjürg (1949–2023), Schweizer Maschinenbauingenieur und Hochschullehrer
- Leibundgut, Hektor (* 1943), Schweizer Theologe, Gymnasiallehrer und Fotograf